# Plongeon aux Jeux européens de 2015
Navigation
Édition suivante
Le plongeon aux Jeux européens de 2015 a lieu au Baku Aquatics Centre, à Bakou, en Azerbaïdjan, du 17 au 22 juin 2015. 8 épreuves sont au programme. Les compétitions sont disputées par des athlètes juniors (entre 14 et 18 ans).

## Programme
| CO | Cérémonie d'ouverture | T | Entrainements | ● | Compétitions | 1 | Finales | CC | Cérémonie de clôture |

| Juin     | Juin     | 12 | 13 | 14 | 15 | 16 | 17 | 18 | 19 | 20 | 21 | 22 | 23 | 24 | 25 | 26 | 27 | 28 | Épreuves |
| -------- | -------- | -- | -- | -- | -- | -- | -- | -- | -- | -- | -- | -- | -- | -- | -- | -- | -- | -- | -------- |
| Plongeon | Plongeon | CO |    |    |    |    | 2  | 2  | 1  | 2  | 1  |    |    |    |    |    |    | CC | 8        |

## Médaillés

### Hommes
| Épreuve                  | Or                             | Argent                    | Bronze                      |
| ------------------------ | ------------------------------ | ------------------------- | --------------------------- |
| Tremplin 1 m             | Nikita Schleicher              | Ilia Molchanov            | James Heatly                |
| Tremplin 3 m             | James Heatly                   | Ruslan Adriano Cristofori | Ilia Molchanov              |
| Tremplin 3 m synchronisé | Ilia Molchanov Nikita Nikolaev | James Heatly Ross Haslam  | Frithjof Seidel Nico Herzog |
| Haut-vol 10m             | Lee Matthew                    | Nikita Schleicher         | Alexis Jandard              |

### Femmes
| Épreuve                 | Or                                    | Argent                        | Bronze                              |
| ----------------------- | ------------------------------------- | ----------------------------- | ----------------------------------- |
| Tremplin 1m             | Maria Polykova                        | Louisa Stawczynski            | Diana Shelestyuk                    |
| Tremplin 3m             | Katherine Torrance                    | Ekaterina Nekrasova           | Saskia Oettinghaus                  |
| Tremplin 3m synchronisé | Louisa Stawczynski Saskia Oettinghaus | Elena Chernykh Maria Polykova | Diana Shelestyuk Marharita Dzhusova |
| Haut-vol 10m            | Lois Toulson                          | Anna Chuinyshena              | Elena Wassen                        |

## Tableau des médailles
| Rang  | Nation      | Or | Argent | Bronze | Total |
| ----- | ----------- | -- | ------ | ------ | ----- |
| 1     | Royaume-Uni | 4  | 1      | 1      | 6     |
| 2     | Russie      | 3  | 5      | 1      | 9     |
| 3     | Allemagne   | 1  | 1      | 3      | 5     |
| 4     | Italie      |    | 1      |        | 1     |
| 5     | Ukraine     |    |        | 2      | 2     |
| 6     | France      |    |        | 1      | 1     |
| Total | Total       | 8  | 8      | 8      | 24    |